# Pál Csáky
Pál Csáky, maďarsky Csáky Pál, (* 21. března 1956 Šahy) je slovenský politik maďarské národnosti, bývalý poslanec Slovenské národní rady a Národní rady Slovenské republiky, bývalý předseda SMK a bývalý místopředseda vlády Slovenské republiky.

## Biografie
V letech 1976–1980 studoval na Vysoké škole chemicko-technologické v Pardubicích, obor fyzikální organická chemie. V období let 1981–1990 pracoval jako vedoucí technolog v podniku LEVITEX, Levice.
Po sametové revoluci se zapojil do politického života. Ve volbách roku 1990 byl zvolen za Maďarské kresťanskodemokratické hnutie do Slovenské národní rady. V období let 1991–1998 byl místopředsedou Maďarského křesťanskodemokratického hnutí. Do SNR byl opětovně zvolen za MKDH ve volbách roku 1992. Byl členem Parlamentního shromáždění Rady Evropy. Po transformaci SNR do Národní rady Slovenské republiky v ní zasedal nepřetržitě až do roku 2010 (v období let 1998–2002 a 2002–2006 ovšem mandát neuplatňoval, protože zastával vládní funkce). V letech 1992–1998 zastával post předsedy poslaneckého klubu Maďarského křesťansko-demokratického hnutí v Národní radě Slovenské republiky. Ve volebním období 1994–1998 byl členem Společného výboru Národní rady SR a Evropského parlamentu.
V roce 1998 se zapojil do nové politické strany maďarské menšiny Strana maďarskej koalície (SMK) a v letech 1998–2007 byl jejím místopředsedou. Do roku 2006 zároveň působil coby předseda ministerského klubu SMK. V letech 2007–2010 byl předsedou této strany.
V letech 1998–2002 byl místopředsedou vlády Slovenské republiky pro lidská práva, menšiny a regionální rozvoj a v období let 2002–2006 místopředsedou vlády Slovenské republiky pro evropské záležitosti, lidská práva a menšiny.
V roce 2014 úspěšně kandidoval za svoji stranu do Evropského parlamentu, kde působil ve funkci místopředsedy petičního výboru a byl členem delegace pro vztahy s Indií.
V roce 2023 pomáhal se vznikem strany Modrí – Európske Slovensko (později Modrí – ES) bývalého premiéra SR Mikuláše Dzurindy, jejím členem se ale nestal.

## Dílo
- Emlékek könyve (Bratislava, Madách kiadó, 1992)
- Csillagok a falu felett (Levice, R-press, 1993)
- Úton (Bratislava, Madách, 1994)
- Magyarként Szlovákiában (Bratislava, Pannonia, 1994)
- Két világ között (Mécs László Társulás, 1998)
- Szabadulás a lángsírból (Lilium Aurum, 2006, ISBN 80-8062-290-6)
- Harmatos reggelek álmai (Madách-Posonium, 2008, ISBN 978-80-7089-451-4)
- Ruka na zmier (Lilium Aurum, 2009, ISBN 978-80-8062-406-4)
- Hullámvasút – Válogatott írások, interjúk, felszólalások – 1990-2010 (Méry Ratio, 2010, ISBN 978-80-89286-29-4)[3]

## Ocenění
- Corvinus-díj (2007)
- A Magyar Köztársasági Érdemrend középkeresztje a csillaggal (2011)